# القضاء في العصر الأموي

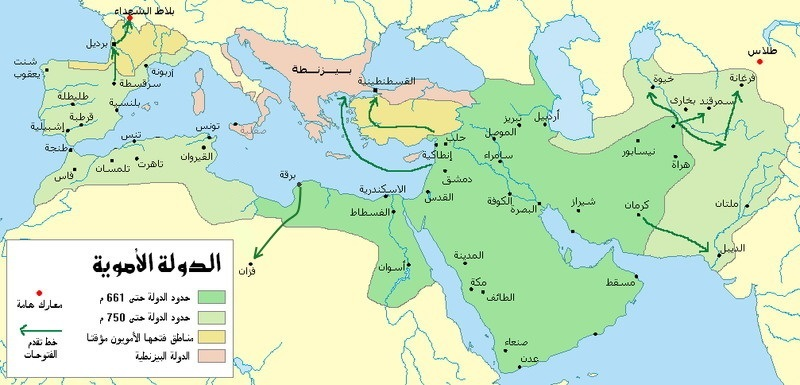
الدولة الأموية في أقصى اتساعها، في عهد الخليفة هشام بن عبد الملك.

كان القضاء في عصر الدولة الأموية يخضع لإشراف الخلفاء، وكان يَتم تعيين وعزل القضاة بأوامر منهم، غير أن الخلفاء مع ذلك لم يَكونوا يُصدرون الأحكام القضائية بأنفسهم أو يضعون أسسها كما كان في عهد الخلفاء الراشدين. من أبرز التطوُّرات على الصعيد القضائي والقانوني التي شهدها العهد الأموي أن الخلفاء توقفوا عن التدخل بأنفسهم في القضاء كما كان يَفعل النبي محمد والخلفاء الراشدون من بعده، الذين كثيراً ما كانوا يُصدرون الأحكام القضائية بأنفسهم أو يضعون أسسها، غير أن الخلفاء الأمويين استمرُّوا بتوجيه قضاء الدولة في ثلاثة أمور لأهميتها الكبيرة، وهي: تعيين القضاة مُباشرة في عاصمة الدولة دمشق، وتعيين وعزل قضاة الدولة والإشراف على أعمالهم والأحكام التي يُصدرونها، والتأكد من التزامهم بالأسلوب القضائي القويم. كما مارس الخلفاء الأمويون بالإضافة إلى ذلك قضاء المظالم وقضاء الحسبة.
يعتقد بعض الباحثين أن الشريعة الإسلامية لم تُطبَّق في الأنظمة القضائية والقانونية في الدولة إلا في عهد الخلافة الراشدة، ثمَّ توقفت مع مطلع العصر الأموي، لكن على الرغم من ذلك فإن بعض الباحثين الآخرين - مثل راغب السرجاني - يَميلون في المقابل إلى أن تطبيق الشريعة الإسلامية في القضاء استمرَّ أكثر من ذلك بكثير، خلال العصر الأموي كله بل وما بعده أيضاً.

## القضاة
اتَّبعَ الأمويون نفس أسلوب الخلفاء الراشدين في تعيين القضاة. حيث يَقوم الخلفاء بتعيين قاضٍ على كل إقليم من أقاليم الدولة حسبَ كفاءته وأهليته للعمل. وقد دوَّن بعض هؤلاء القضاة أحاكمهم، مثل قاضي مصر في عهد معاوية بن أبي سفيان «سليم التجيبي» الذي كان أوَّل قاض يدون أحكامه، وقد أصبحت بعض هذه الأحكام فيما بعد قواعد فقهية عندَ تدوين الفقه في العصر العباسي. ومن أبرز القضاة الأمويين: عامر بن شراحيل الشعبي وعبد الله بن عامر بن يزيد اليحصبي وأبو إدريس الخولاني وعبد الرحمن بن حجيرة وأبو بردة بن أبي موسى الأشعري وعبد الرحمن بن أذينة العبدي وفرج بن كنانة الكناني وهشام بن هبيرة، وآخرون غيرهم.

## إصدار الأحكام
اجتهدَ القضاة الأمويون بأنفسهم في إصدار الأحكام القضائية حسب رؤيتهم وما تمليه عليه آرائهم، حيث لم تكن قد ظهرت بعد آنذاك المذاهب الفقهية التي توجه القانون وتقيد أحكامه، فكان للقاضي الحرية التامة في اختيار حكمه وفق القرآن والسنة ثم ما يراه اجتهاده. ولم تتغيَّر هذه الحال حتى العصر العباسي.
وقد كان الجهاز القضائيّ في الدولة مستقلاً من هذه الناحية، حيث لم تؤثر توجهات الدولة السياسية على الأحكام القضائية العامة، وكانت كلمة القضاة مسموعة عندَ عمال الخراج والولاة والأمراء أنفسهم. كما تميَّز قضاة العصر الأموي ببدء تدوينهم الأحكام القضائية للمرة الأولى، وهو ما كان ذا فائدة لاحقاً في تطوير الأنظمة القانونية بالدولة.

### أمثلة
من الأمثلة الشهيرة على القضاء في العصر الأمويّ قصة فتح مدينة سمرقند في ما وراء النهر. فبعدَ أن تولى عمر بن عبد العزيز الخلافة جاء وفد من وجهاء المدينة إلى عامل الأمويين عليها، فقالوا له: «إن قتيبة غدر بنا، وظلمنا وأخذ بلادنا، وقد أظهر الله العدل والإنصاف، فإذن لنا فليفذ منا وفد إلى أمير المؤمنين، يشكو ظلامتنا، فإن كان لنا حق أعطيناه، فإن بنا إلى ذلك حاجة». فوافقَ الأمير الأموي، وأرسل إلى عُمرَ يقول: «إن أهل سمرقند، قد شكوا إليَّ ظلماً أصابهم، وتحاملاً من قتيبة عليهم أخرجهم من أرضهم، فإذا أتاك كتابي فأجلس لهم القاضي فلينظر في أمرهم، فإن قضى لهم فأخرجهم إلى معسكرهم كما كانوا وكنتم قبل أن ظهر عليهم قتيبة» (أي أن ينسحب المسلمون من المدينة ويعودوا إلى الحدود التي كانوا عليها قبل فتوحات قتيبة في ما رواء النهر). وعندما عرض وفد أهالي سمرقند الأمر على قاضي الدولة الأموية، قضى بأن ينسحب المسلمون من المدينة ويُمهلوا أهلها فترة قبل أن يُعاودوا فتحها. فقال الوفد: «بل نرضى بما كان ولا نجدِّد حرباً»، وبهذا رضي الوفد بالحال، وانتهى الأمر دون إعادة فتح المدينة.

## القضاء والعدل الماليّ
كان للقضاة دور كبيرٌ في ضمان سير العدل في الدولة الأموية، وقد خالفوا الخلفاء والولاة أنفسهم عندما لزمَ ذلك ووجهوهم إلى اللالتزام بالشريعة الإسلامية، مثل ما حدثَ عندما أراد والي مصر عبد العزيز بن مروان (65 - 85 هـ) أخذ الجزية من المسلمين الجدد، فعارضه قاضي مصر آنذاك «ابن حجيرة» قائلاً: «أعيذك بالله أيها الأمير أن تكون أول من سنَّ ذلك بمصر». وقد تحقَّق عدل شبه كامل في كل الجوانب المالية بالدولة عندما جاء عهد عمر بن عبد العزيز. لكن على الرغم من أن دخول المال إلى بيت مال المسلمين كان يَخضع لرقابة كبيرة من طرف القضاة، فإن خروجها منه لم يَكن بالمثل، إذ أن خلفاء بني أمية لم يَتبعوا الخلفاء الراشدين في هذا الأمر، حيث امتنع أولئك تماماً عن الاقتراب من بيت المال أو لمس ما فيه، وأما الخلفاء الأمويون فلم يعد في عهدهم فرق بين بيت مال الدولة وأموالهم الخاصة، وأصبحوا يأخذون منه ما يشاؤون ويغدقون المال على أغراضهم الخاصة، وأصبحوا أثرياء هم وأبناؤهم وعائلاتهم. ولم يُصلَح هذا الوضع حتى جاء عهد عمر بن عبد العزيز، الذي كبحَ بني أمية ومنعهم من لمس بيت المال، وردَّ الأموال إلى أصحابها، وتحرَّى العدل في مختلف جوانب الدولة. غير أن أواخر الخلفاء الأمويين مع ذلك انحرفوا مجدداً عن هذا الطريق وأسرفوا في أموال الدولة كثيراً.

## الأنظمة القضائية

### قضاء المظالم
المظالم لغة هي جمع «مظلمة»، وهي ما تظلَّمه الرجل وأراد ظلامه ومظالمته، أي ظلمه. وفي الشريعة هي التعدي من الحق إلى الباطل قصداً. وقضاء المظالم هو نظام قضائي استُحدث في العهد الأموي، والغرض منه هو إصدار الأحكام في القضايا المستعجلة التي لا تحتمل التأخير. ومن المحتمل أن سبب استحداث هذا النظام كان التعامل معَ القضايا التي يدخل فيه فردان من طبقتين متفاوتين اجتماعياً، كمخاصمة بين وال أو أمير ورجل من عامة الشعب، وهو ما يَتطلب حزماً كبيراً لمعاقبة الوالي في حال ثبت أنه الطرف المخطئ. ولم تكن هناك حاجة لقضاء المظالم في العهود السابقة، حيث كان الرسول والخلفاء من بعده حريصين على اتباع تعاليم الإسلام بالزهد وعدم التعالي أو التكبر، فلم تكن هناك حاجة تدعو لوجوده، لكن الحال تغيرت في العصر الأموي فأصبح ضرورياً.
كان الخليفة عمر بن عبدالعزيز أول من ندب نفسه للمظالم، ورد مظالم بني أمية على أهلها.
وقد كان لقضاء المظالم ديوان خاص في الدولة يُعرف بـ«ديوان المظالم»، وكانت سلطة هذا الديوان أعلى من سلطة القاضي نفسه. كان يتولى الخلفاء الأمويون بأنفسهم قضاء المظالم أحياناً لأهميته الكبيرة وما يحتاجه من هيبة وشدة، وأول من بدأ هذه العادة هو الخليفة عبد الملك بن مروان.

### قضاء الحسبة

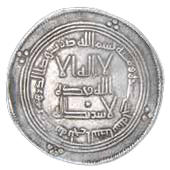
تحرى المحتسبون في الدولة الأموية العدل في الموازين والمقادير والتأكد من قيمتها الحقيقية.

كان قضاء الحسبة نظاماً في الدولة الأموية يُعنى بالإشراف على المرافق العامة فيها ومنع حدوث أي تجاوزات قانونية، ومعاقبة المتجاوزين وردعهم، ويُسمَّى قاضي الحسبة بـ«المحتسب». في بداية الإسلام كان الخلفاء هم من يتولون هذا الأمر بأنفسهم، لكن عندما اتسعت رقعة الدولة كثيراً في العصر الأموي أصبحَ لها رجال خاصون يُعنون بها في كل منطقة، وكان يُختار لوظيفة المحتسب أكثر الرجال هيبة وقوة لضمان عدم خروج الناس عن القانون. وقد لخص ابن خلدون في مقدمته وظيفة المحتسب كما يأتي: